# Chahagir
Chahagir is een kortdurende compositie van de componist Alan Hovhaness van Armeens / Schots afkomst. Hij componeerde het werk in zijn zogenaamde Armeense periode; een periode waarin de componist zich verdiepte in zijn Armeense achtergrond, waarbij de (schijnbare) nadruk lag op zijn religieuze achtergrond. Chahagir, wat toortsdrager betekent, is een van de vier pijlers van de Armeens-orthodoxe kerk. In dit geval komt de toortsdrager van veraf steeds dichterbij. Het stuk is geschreven voor altviool solo, waarbij de altist muziek speelt , die lijkt op de diverse soli uit Hovhaness' orkestwerken, alleen dan hier onbegeleid. De bespeler van het strijkinstrument moet daarbij regelmatig tweestemmig spelen, met een kwint als interval.

## Discografie
- Uitgave Centaur: Karen Griebling – altviool, opname mei 2006.